# Asota silvandra
Asota silvandra är en fjärilsart som beskrevs av Pieter Cramer 1782. Asota silvandra ingår i släktet Asota och familjen nattflyn. Inga underarter finns listade i Catalogue of Life.